# Gruppo d’Armate Ovest
Gruppo d’Armate Ovest (deutsch Armeegruppe West) war die Bezeichnung einer italienischen Heeresgruppe im Zweiten Weltkrieg. Sie bestand von 1939 bis 1940 im Nordwesten Italiens und führte einen kurzen Feldzug gegen Frankreich.

## Geschichte
Das Heeresgruppenkommando West wurde am 29. August 1939 in Bra (Piemont) aufgestellt und übernahm die 1. und die 4. Armee, ab Juni 1940 auch die 7. Armee als Reserve. Während des sogenannten Sitzkriegs zwischen Deutschland und Frankreich hatte die Armeegruppe defensive Aufgaben. Als sich während des Westfeldzugs der deutsche Erfolg abzeichnete, gab Benito Mussolini am 10. Juni 1940 den Kriegseintritt Italiens bekannt und befahl der Armeegruppe West am 21. Juni 1940 den Angriff auf Frankreich. Bereits am folgenden Tag unterzeichnete Frankreich den Waffenstillstand von Compiègne und am Abend des 24. Juni in Rom den Waffenstillstand mit Italien. 
In vier Tagen erzielten die 1. und die 4. Armee in der sogenannten Schlacht in den Westalpen gegen erbitterten französischen Widerstand nur minimale Geländegewinne. Die Angriffsschwerpunkte lagen im südlichen Bereich der 1. Armee an der Küste, wo Menton eingenommen wurde, und am Colle della Maddalena, im nördlichen Bereich der 4. Armee am Col du Mont Cenis und am Col de Montgenèvre sowie am Kleinen Sankt Bernhard, der Rest der Gebirgsfront war für einen Angriffskrieg ungeeignet. 
Am 10. Juli 1940 wurde das Kommando der Gruppo d’Armate Est im Nordosten Italiens aufgelöst und gleichzeitig die Heeresgruppe West in Gruppo d’Armate a disposizione umbenannt und ihm in Norditalien die 2., 4., 6. (Po) und 8. Armee sowie ein Gebirgskorps unterstellt. Diese Heeresgruppe nahm an keinen Kriegshandlungen teil, ihr Kommando wurde am 31. Oktober 1940 aufgelöst.

## Oberbefehlshaber
- Generale d’Armata Umberto di Savoia

## Hauptquartier
- Bra (1939)
- Turin (1940)